# Filippo Carlo Spada
Filippo Carlo Mattia Spada (Spoleto, 9 luglio 1670 – Roma, 8 dicembre 1742) è stato un arcivescovo cattolico e patriarca cattolico italiano.

## Biografia
Nato a Spoleto, era figlio del marchese Carlo Francesco Spada, patrizio locale. Fu ordinato sacerdote nel 1702 e dal 10 agosto 1698 fu canonico di San Giovanni in Laterano. Fu subito nominato vescovo di Pesaro da papa Gregorio XVI, carica da cui si dimise, dopo 36 anni, nel 1738. Il pontefice lo fece arcivescovo titolare di Teodosia, nominandolo al contempo vicegerente della diocesi di Roma.
Fu assistente al Soglio Pontificio dal 1º gennaio 1703, governatore e visitatore apostolico della Congregazione Lauretana dal 12 ottobre 1706 al 28 giugno 1709 e vicepresidente della legazione di Urbino dal 1728 al 1731. Dal 1741 al 1742 fu Segretario della Congregazione per l'esame dei vescovi, nonché esaminatore dei vescovi in diritto canonico. Fu elevato a patriarca titolare di Alessandria il 22 gennaio 1742. Morì a Roma poco dopo l'8 dicembre dello stesso anno.

## Genealogia episcopale
La genealogia episcopale è:
- Cardinale Scipione Rebiba
- Cardinale Giulio Antonio Santori
- Cardinale Girolamo Bernerio, O.P.
- Arcivescovo Galeazzo Sanvitale
- Cardinale Ludovico Ludovisi
- Cardinale Luigi Caetani
- Cardinale Ulderico Carpegna
- Cardinale Paluzzo Paluzzi Altieri degli Albertoni
- Cardinale Gasparo Carpegna
- Cardinale Fabrizio Spada
- Patriarca Filippo Carlo Spada